# Hải quân Hoàng gia Úc
Hải quân Hoàng gia Úc (Royal Australian Navy,viết tắt:RAN) là nhánh hải quân của Lực lượng Quốc phòng Úc. Sau khi Liên bang hóa Úc vào năm 1901, các tàu và nguồn lực của hải quân thuộc địa riêng biệt được hợp nhất thành một lực lượng quốc gia, được gọi là Lực lượng Hải quân Khối thịnh vượng chung. Ban đầu được thiết kế để phòng thủ địa phương, hải quân được phong là 'Hải quân Hoàng gia Úc' vào năm 1911, và ngày càng trở nên có trách nhiệm trong việc phòng thủ khu vực.
Hải đội Úc của Hải quân Hoàng gia Anh đã được chỉ định đến Úc và cung cấp hỗ trợ cho RAN. Chính phủ Úc và New Zealand đã hỗ trợ tài trợ cho Hải đội Úc cho đến năm 1913, trong khi Bộ Hải quân cam kết duy trì cho Hải đội một sức mạnh ổn định. Hải đội Úc ngừng hoạt động vào ngày 4 tháng 10 năm 1913, khi tàu RAN tiến vào Cảng Sydney lần đầu tiên.
Hải quân Hoàng gia tiếp tục hỗ trợ khả năng phòng thủ ở Thái Bình Dương cho đến những năm đầu của Chiến tranh thế giới thứ hai. Sau đó, sự mở rộng nhanh chóng trong thời chiến đã chứng kiến việc mua lại các tàu mặt nước lớn và đóng nhiều tàu chiến nhỏ hơn. Trong thập kỷ sau chiến tranh, RAN đã mua một số lượng nhỏ tàu sân bay, chiếc cuối cùng đã ngừng hoạt động vào năm 1982.
Ngày nay, RAN bao gồm 46 tàu chính thức, 3 tàu dự bị và hơn 16.000 nhân viên. Hải quân là một trong những lực lượng hải quân lớn nhất và tinh vi nhất ở khu vực Nam Thái Bình Dương, với sự hiện diện đáng kể ở Ấn Độ Dương và các hoạt động trên toàn thế giới nhằm hỗ trợ các chiến dịch quân sự và sứ mệnh gìn giữ hòa bình. Tham mưu trưởng Hải quân hiện tại là Phó Đô đốc Michael Noonan.